# 弗龙霍芬 (莱茵-洪斯吕克县)
弗龙霍芬是德国莱茵兰-普法尔茨州的一个市镇。总面积3.71平方公里，总人口210人，其中男性106人，女性104人（2011年12月31日），人口密度57人/平方公里。